# Barisone Torchitorio IV
Barisone Torchitorio IV, o Barisone II d'Arborea (prima del 1195 – tra il 1217 e il 1218), è stato giudice di Cagliari e d’Arborea dal 1214 al 1217.

## Biografia
Figlio di Pietro I d'Arborea, fu allevato da Guglielmo I Salusio IV giudice di Cagliari, che aveva deposto nel 1195 il trono del giudicato di Arborea dal padre, diventando anche giudice di Arborea. Alla fine del 1213 (o inizio 1214)  Guglielmo muore senza eredi maschi lasciando il giudicato di Cagliari nella sua massima espansione.
Il regno passa alla figlia Benedetta, con la quale Barisone si sposa diventando giudice di Cagliari con il nome di Barisone Torchitorio IV.
Nel 1215 il giudicato di Cagliari viene attaccato dal giudice di Gallura Lamberto Visconti aiutato dal fratello Ubaldo, podestà di Pisa. Lamberto organizza una grande flotta e sbarca a Cagliari costringendo Benedetta e Barisone  a fuggire e poi cedere ai pisani il possesso della collina che oggi viene chiamata  Castello, ed a concedere loro l'autorizzazione a costruirvi una fortificazione in cui si insediarono i mercanti pisani che così potevano meglio controllare e difendere i loro traffici. Il nuovo borgo fortificato fu chiamato Castel di Castro, e costituirà il primo nucleo abitativo della moderna città di Cagliari. Barisone muore nel 1217 (o agli inizi del 1218) lasciando il figlio Guglielmo orfano.
La Corona de Logu elesse come giudice Guglielmo, che prende il nome di Guglielmo II Salusio V: tuttavia fino al 1232, per motivi di età, il potere è in mano alla madre Benedetta.